# AW50F
L'Accuracy International AW50F és un rifle anti-material de calibre.50 BMG utilitzat per l'exèrcit australià. És una versió de l'Accuracy International AW50, que al seu torn és una variant de l'Accuracy International Arctic Warfare, però amb un canó Maddco produït a Austràlia i un culata plegable. S'utilitza, entre altres propòsits amb el cartutx multi-propòsit Raufoss Mk 211.

## Informació general
L'Accuracy International AW50F es destina a una gran varietat d'objectius, incloent instal·lacions de radar, vehicles lleugers (inclosos els vehicles blindats lleugers), fortificacions de camp, embarcacions i dipòsits de municions. La munició estàndard combina un penetrador, explosius d'alt efecte i incendiaris.
Encara que el fusell és fabricat al Regne Unit, els canons són fabricats en Toowoomba, Queensland (Austràlia) per Maddcod.
Amb un pes de 15 quilograms, el rifle AW50F pesa aproximadament quatre vegades el pes d'un fusell d'assalt típic. La munició calibre 0,50 NM140 és també pesant. L'alt pes de l'arma, en combinació amb un fre a la part davantera i un sistema d'amortiment hidràulic en la culata, dona un retrocés relativament baix i augmenta la precisió.
El carril MIL STD 1913 pot contenir una varietat d'equips, el visor habitual és el Schmidt & Bender 3-12X50 3-12x50 PM II with Al Mil Dot reticle, 0.2 MRad clicks i elevació de 1500 metres i la protecció làser. Dispositius de visió nocturna també es poden muntar.
L'arma es plega per millorar el transport. Té un bípode ajustable i suport posterior. Quatre anelles permeten el transport a l'espatlla o a mà, o la instal·lació d'un arnès d'esquena.